# Julie Depardieu
Julie Marion Depardieu (París, 18 de junio de 1973) es una actriz francesa que ha aparecido en una gran cantidad de exitosas películas y series de televisión en su país. Es la hija de los actores Gérard y Élisabeth Depardieu y hermana del fallecido Guillaume Depardieu.

## Filmografía

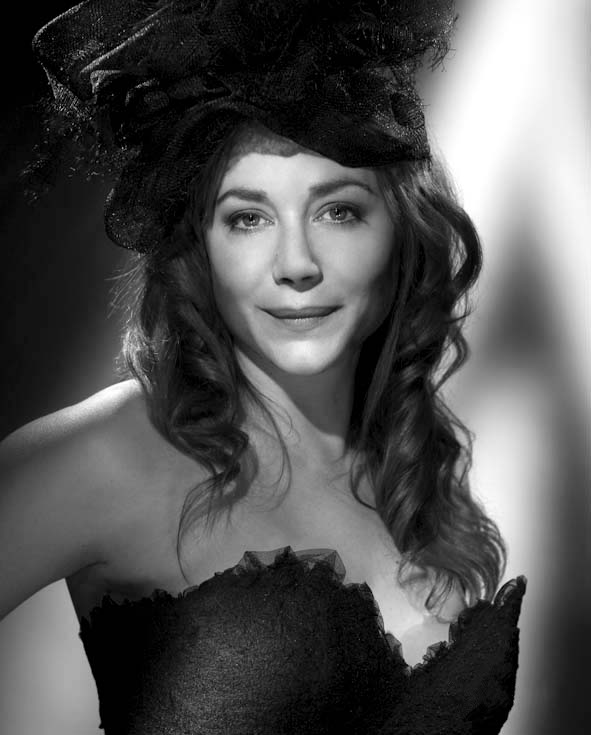
Julie Depardieu.

### Cine y televisión
| Año  | Título                             | Papel                  | Director                     | Notas        |
| ---- | ---------------------------------- | ---------------------- | ---------------------------- | ------------ |
| 1994 | Colonel Chabert                    | Mathilde               | Yves Angelo                  |              |
| 1994 | La machine                         | Enfermera              | François Dupeyron            |              |
| 1996 | Les liens du coeur                 | Sarah                  | Josée Dayan                  | Telefilme    |
| 1996 | La passion du docteur Bergh        | Valerie Letechin       | Josée Dayan (2)              | Telefilme    |
| 1998 | L'examen de minuit                 | Séréna Dartois         | Danièle Dubroux              |              |
| 1998 | Intime conviction                  | Laurence               | John Lvoff                   | Telefilme    |
| 1998 | Le Comte de Monte Cristo           | Valentine De Villefort | Josée Dayan (3)              | Serie de TV  |
| 1999 | Peut-être                          | Nathalie               | Cédric Klapisch              |              |
| 2000 | Sentimental Destinies              | Marcelle               | Olivier Assayas              |              |
| 2000 | In extremis                        | Anne                   | Etienne Faure                |              |
| 2000 | Love me                            | Barbara                | Laetitia Masson              |              |
| 2000 | Les marchands de sable             | Catherine              | Pierre Salvadori             |              |
| 2000 | 30 ans                             | Ariane                 | Laurent Perrin               |              |
| 2000 | Grand oral                         | Sylvie                 | Yann Moix                    | Cortometraje |
| 2000 | HLA identique                      | Valéria                | Thomas Briat                 | Cortometraje |
| 2000 | Deux femmes à Paris                | Maud                   | Caroline Huppert             | Telefilme    |
| 2001 | God Is Great and I'm Not           | Valérie                | Pascale Bailly               |              |
| 2001 | Veloma                             | Lucie                  | Marie de Laubier             |              |
| 2001 | Bad Karma                          | Crystal                | Alexis Miansarow             |              |
| 2001 | Zaïde, un petit air de vengeance   | Marie                  | Josée Dayan (4)              | Telefilme    |
| 2001 | Les enfants d'abord                | Cécilia Contini        | Aline Issermann              | Telefilme    |
| 2001 | L'aîné des Ferchaux                | Lina                   | Bernard Stora                | Telefilme    |
| 2003 | Little Lili                        | Jeanne-Marie           | Claude Miller                |              |
| 2003 | Bolondok éneke                     | Veronique / Marie      | Csaba Bereczky               |              |
| 2003 | Bienvenue au gîte                  | Nina Strong            | Claude Duty                  |              |
| 2003 | Le lion volatil                    | Clarisse               | Agnès Varda                  | Cortometraje |
| 2003 | Spartacus                          |                        | Virginie Lovisone            | Cortometraje |
| 2003 | Le porteur de cartable             | Mademoiselle Ceylac    | Caroline Huppert (2)         | Telefilme    |
| 2003 | Jean Moulin, une affaire française | Henriette              | Pierre Aknine                | Telefilme    |
| 2003 | La maison des enfants              | Charlotte              | Aline Issermann (2)          | Serie de TV  |
| 2004 | A Very Long Engagement             | Véronique Passavant    | Jean-Pierre Jeunet           |              |
| 2004 | Podium                             | Véro                   | Yann Moix (2)                |              |
| 2004 | Eros thérapie                      | Agathe                 | Danièle Dubroux (2)          |              |
| 2004 | Milady                             | Constance Bonacieux    | Josée Dayan (5)              | Telefilme    |
| 2005 | The Fever                          | Julie                  | Alessandro D'Alatri          |              |
| 2005 | Burnt Out                          | Flora                  | Fabienne Godet               |              |
| 2005 | Un fil à la patte                  | Amélie                 | Michel Deville               |              |
| 2005 | Le passager                        | Jeanne                 | Éric Caravaca                |              |
| 2005 | L'oeil de l'autre                  | Alice                  | John Lvoff (2)               |              |
| 2005 | Celle qui reste                    | Jeanne                 | Virginie Sauveur             | Telefilme    |
| 2005 | Toilet Zone                        | Varios                 | Olivier Baroux               | Serie de TV  |
| 2005 | Les Rois maudits                   | Jeanne de Poitiers     | Josée Dayan (6)              | Serie de TV  |
| 2006 | Toi et moi                         | Ariane                 | Julie Lopes-Curval           |              |
| 2006 | Blame It on Fidel                  | Marie de la Mesa       | Julie Gavras                 |              |
| 2006 | Poltergay                          | Emma                   | Éric Lavaine                 |              |
| 2006 | Essaye-moi                         | Jacqueline             | Pierre-François Martin-Laval |              |
| 2006 | La mémoire des autres              | Elise                  | Pilar Anguita-MacKay         |              |
| 2006 | Qui m'aime me suive                | Praline                | Benoît Cohen                 |              |
| 2006 | Toothache                          | Bibi                   | Ian Simpson                  |              |
| 2007 | The Witnesses                      | Julie                  | André Téchiné                |              |
| 2007 | Rush Hour 3                        | Paulette               | Brett Ratner                 |              |
| 2007 | A Secret                           | Louise                 | Claude Miller (2)            |              |
| 2007 | Cow-Boy                            | Christelle Piron       | Benoît Mariage               |              |
| 2008 | Female Agents                      | Jeanne Faussier        | Jean-Paul Salomé             |              |
| 2008 | Elles et Moi                       | Alice Brunetti         | Bernard Stora (2)            | Serie de TV  |
| 2009 | All About Actresses                | Ella misma             | Maïwenn                      |              |
| 2009 | Park Benches                       | Esposa del vecino      | Bruno Podalydès              |              |
| 2009 | La femme invisible                 | Lili                   | Agathe Teyssier              |              |
| 2009 | Au siècle de Maupassant            | Adèle                  | Laurent Heynemann            | Serie de TV  |
| 2010 | Pièce montée                       | Marie                  | Denys Granier-Deferre        |              |
| 2010 | Le mariage à trois                 | Harriet                | Jacques Doillon              |              |
| 2010 | Je suis un no man's land           | Sylvie                 | Thierry Jousse               |              |
| 2010 | Libre échange                      | Jocelyne Delvaux       | Serge Gisquière              |              |
| 2011 | The Art of Love                    | Isabelle               | Emmanuel Mouret              |              |
| 2011 | Possessions                        | Maryline Caron         | Éric Guirado                 |              |
| 2011 | Bouquet final                      | Claire                 | Josée Dayan (7)              | Telefilme    |
| 2013 | Opium                              | Nyx                    | Arielle Dombasle             |              |
| 2013 | Ma maman est en Amérique...        | Yvette                 | Marc Boréal & Thibaut Chatel |              |
| 2013 | Indiscrétions                      | Julie Lefort           | Josée Dayan (8)              | Telefilme    |
| 2013 | La Famille Katz                    | Théa                   | Arnauld Mercadier            | Serie de TV  |
| 2014 | Les Yeux jaunes des crocodiles     | Joséphine Cortes       | Cécile Telerman              |              |
| 2014 | À la vie                           | Hélène                 | Jean-Jacques Zilbermann      |              |
| 2014 | Magnum                             | Ella misma             | Philippe Katerine            | Telefilme    |
| 2016 | Crash Test Aglaé                   | Liette                 | Eric Gravel                  |              |
| 2016 | We Are Family                      | Agnès                  | Gabriel Julien-Laferrière    |              |
| 2017 | Capitaine Marleau                  | Jeannette Poupeaux     | Josée Dayan (9)              | Serie de TV  |